# بيت الصايدى (مدينة حجة)

تعديل مصدري - تعديل

بيت الصايدى هي إحدى قرى عزلة حملان بمديرية مدينة حجة التابعة لمحافظة حجة، بلغ تعداد سكانها 23 نسمة حسب تعداد اليمن لعام 2004.